# Il ribelle di Scozia
Il ribelle di Scozia è un film del 1971 diretto da Delbert Mann, basato sul romanzo Il ragazzo rapito di Robert Louis Stevenson.